# Carrizal Bajo
Carrizal Bajo är en ort i Chile.   Den ligger i provinsen Provincia de Huasco och regionen Región de Atacama, i den centrala delen av landet, 600 km norr om huvudstaden Santiago de Chile. Carrizal Bajo ligger 14 meter över havet och antalet invånare är 129.
Terrängen runt Carrizal Bajo är kuperad österut, men åt sydväst är den platt. Havet är nära Carrizal Bajo västerut. Runt Carrizal Bajo är det mycket glesbefolkat, med 4 invånare per kvadratkilometer.. 
Omgivningarna runt Carrizal Bajo är i huvudsak ett öppet busklandskap.